# Пряженников, Александр Павлович
Александр Павлович Пряженников (1922—1945) — участник Великой Отечественной войны, заместитель командира эскадрильи 90-го гвардейского штурмового авиационного полка (4-я гвардейская штурмовая авиационная дивизия, 5-й штурмовой авиационный корпус, 5-я воздушная армия, 2-й Украинский фронт), гвардии старший лейтенант. Герой Советского Союза.

## Биография
Родился 26 сентября 1922 года в деревне Артёнки ныне Глазовского района Удмуртской Республики в семье крестьянина. Русский. Был четвёртым из девятерых детей, его отец и три старших брата погибли на войне.
В 1938 году окончил Почашевскую семилетнюю школу. Затем учился в Глазовском педагогическом техникуме, одновременно занимаясь авиационным спортом на планерной станции. Работал учителем.
В 1940 году Глазовским райвоенкоматом Удмуртской АССР был призван в армию и направлен в Балашовскую военную авиационную школу пилотов, которую окончил в 1942 году. После окончания курса обучения в этой школе прибыл в Ижевск в 34-й запасной авиационный полк для освоения штурмовика Ил-2.
В действующей армии — с февраля 1943 года. Боевое крещение принял на Калининском фронте. В июне 1943 года штурмовой авиаполк, в котором он служил, перебазировался на Воронежский фронт и участвовал в битве на Курской дуге. Выполняя боевые задания, Пряженников десятки раз подвергался сильному обстрелу зенитной артиллерии и атакам истребителей противника, но всегда отбивал вражеские атаки и приводил группу на свой аэродром. В качестве командира эскадрильи он 80 раз водил большие группы штурмовиков Ил-2 на уничтожение живой силы и техники врага.
Участвовал в сражениях под Белгородом и Харьковом, Киевом, в Корсунь-Шевченковской операции, в Львовско-Сандомирской операции, в освобождении Трансильвании и в штурме Будапешта.
Член ВКП(б) с 1944 года.

### Подвиги
6 августа 1943 года над целью его самолёт был подбит, было повреждено управление, однако Пряженников перетянул через линию фронта и приземлился на своей территории.
Во второй половине августа 1943 года он 20 раз вылетал на выполнение боевых заданий и уничтожил 19 автомашин с военными грузами и живой силой противника. 24 августа 1943 года Пряженников был над целью, когда был подбит самолёт лётчика Алфёрова. Зенитный снаряд сделал его небоеспособным. Пряженников пришёл товарищу на помощь. Под его прикрытием Алфёров довёл неисправную машину до своего аэродрома.
1 ноября 1943 года в составе шести самолётов Пряженников летал на уничтожение сосредоточения техники противника в районе населённого пункта Липовый Лог. При подходе к цели группу начала обстреливать зенитная артиллерия. Пряженников заметил, откуда бьют вражеские зенитки, и во время атаки отвернул от основной группы, наносящей удар по вражеским танкам. Он направил свой самолёт прямо на огонь зенитной артиллерии, чем отвлек на себя зенитки противника, и точным пушечно-пулемётным огнём и реактивными снарядами подавил вражескую зенитную батарею.
20 декабря 1944 года в районе населённого пункта Надошани противник сосредоточил большое количество техники и живой силы, готовясь к контратаке. В условиях плохой погоды две группы по шесть самолётов Ил-2 вылетели на штурмовку. Пряженников получил приказ: «Независимо от сильного противодействия зенитной артиллерии противника уничтожить вражескую технику и как можно дольше держать врага под огневым воздействием». Группа, встав в круг, сделала пять заходов и в течение 18 минут уничтожала зенитные средства, технику и живую силу противника. Наши наземные войска, поддержанные штурмовиками, сразу же овладели вражеским рубежом. Всей группе командир дивизии за отличную работу объявил благодарность.
На следующий день в составе пары Ил-2 Пряженников вылетел для нанесения штурмового удара в районе населённого пункта Ясберень. Пара была атакована 12-ю «фокке-вульфами». Пряженников принял неравный бой. Было отбито пять атак. У воздушных стрелков кончились патроны. Самолёт Пряженникова был подбит, лететь дальше было невозможно. Он сумел благополучно перетянуть линию фронта и совершить удачную посадку. Уже на земле немцы подожгли его самолёт, но Пряженникову и его воздушному стрелку удалось выбраться из самолёта и спастись. Они снова вернулись в строй.
После назначения Пряженникова командиром эскадрильи её пилотами было произведено 1100 боевых вылетов без единого случая потери ориентировки в воздухе и небоевых потерь.
Всего он совершил 180 боевых вылетов. Им было уничтожено и повреждено 123 автомашины, 27 танков, 6 артиллерийских и зенитных батарей, 40 повозок с грузом, 3 цистерны с горючим, взорвано 8 складов боеприпасов, в воздушном бою сбит один бомбардировщик «Ю-87».
19 апреля 1945 года при выполнении боевого задания в районе Крженовице (Чехословакия) самолёт, управляемый Пряженниковым, был сбит зенитной артиллерией.

## Награды
- Медаль «Золотая Звезда» (указ от 15 мая 1946 года, посмертно);
- орден Ленина;
- три ордена Красного Знамени;
- орден Александра Невского;
- орден Отечественной войны 1-й степени;
- медали.

## Память
В городе Глазове его именем названа улица, на здании Глазовского пединститута установлена мемориальная доска. Бюст героя установлен в мемориальном комплексе «Аллея славы» в Глазове. На площади Свободы на памятном камне высечено его имя. Бюст героя также стоит перед школой села Понино, а в школе создан музей его памяти.